# Carlos Coronel
Carlos Miguel Coronel (ur. 29 grudnia 1996 w Corumbie) – paragwajski piłkarz pochodzenia brazylijskiego występujący na pozycji bramkarza, reprezentant Paragwaju, od 2021 roku zawodnik amerykańskiego New York Red Bulls.
Jego ojciec pochodzi z Brazylii, zaś matka z Paragwaju. W 2023 roku otrzymał paragwajskie obywatelstwo.